# Centaurea neicevii
Centaurea neicevii là một loài thực vật có hoa trong họ Cúc. Loài này được Degen & J.Wagner in Neytcheff mô tả khoa học đầu tiên năm 1908.